# Апутис, Юозас
Юо́зас Апу́тис (лит. Juozas Aputis, 8 июня 1936, деревня Бальчяй Расейняйского района — 28 февраля 2010) — литовский прозаик, переводчик, литературный критик.

## Биография
Родился в деревне в Расяйняйском районе. В 1960 году окончил филологический факультет (по специальности литовская филология) Вильнюсского государственного университета. В 1959—1969 годах работал в редакции еженедельной газеты Союза писателей Литвы «Литература ир мянас» („Literatūra ir menas“; «Литература и искусство»). В 1969—1977 годах работал в редакции журнала «Гирёс» („Girios“; «Рощи»).
В 1980—2001 годах работал в редакции ежемесячного литературно-художественного журнала Союза писателей Литвы «Пяргале» („Pergalė“; «Победа»), с 1991 года носившего нынешнее название «Мятай» („Metai“), был членом редколлегии «Пяргале» (1980—1990) и «Мятай» (с 1991 года).
Член правления Союза писателей Литвы с 1990 года, член комитета по Национальным премиям в области литературы и искусства с 1998 года.
В 1987 году Апутис был отмечен Государственной премией Литовской ССР за сборник малой прозы «Кукушка на сломавшейся березе» („Gegužė ant nulūžusio beržo“; 1986). В 2005 году за сборник новелл «Джипы на большаке» („Vieškelyje džipai“; 2005) писатель удостоен Национальной премии ЛР по культуре и искусству.
Жил в Вильнюсе.

## Творчество
Дебютировал сборником малой прозы „Žydi bičių duona“ («Цветёт пчелиный хлеб») в 1963 году. Позднее опубликовал множество новелл, повестей, сборников рассказов, роман «В песках останавливаться нельзя» („Smėlynuose sustoti negalima“; 1996). С именем Апутиса связывается обновление в литовской литературе жанра новеллы в 1960-х — 1970-х годах: углубление тонкого психологизма, богатство ассоциативной образности, лирическое мироощущение. В повести «Муравейник в Пруссии» („Skruzdėlynas Prūsijoje“; написана в 1971 году, опубликована в 1989 году) прибегает к аллегориям, символике, сложной метафорике.
На русском языке печатались переводы новелл Апутиса Виргилиюса Чяпайтиса, Наталии Воробьёвой, выходили сборники новелл и повестей «Цветёт пчелиный мёд» (Москва, 1980), «Мост через Жальпе» (Москва, 1989). Отдельные новеллы переводились на английский, итальянский и другие языки. Издан сборник новелл Апутиса на латышском языке („Pamalē skrien meža cūkas“, Рига, 1974).
Переводил прозу А. П. Чехова, Д. В. Григоровича, Андрея Платонова, В. М. Шукшина, Ю. Трифонова и других русских писателей, а также Василя Быкова и армянского писателя Ваана Тотовенца. Автор критических статей и рецензий.

## Награды и премии
- литературная премия имени Юлии Жямайте за повесть «Поляна, где живая вода» („Erčia, kur gaivus vanduo“) (1971)
- Государственная премия Литовской ССР (1986)
- премия имени Юозаса Паукштялиса за книгу «В песках останавливаться нельзя» („Smėlynuose negalima sustoti“) (1996)
- Офицер ордена Великого князя Литовского Гядиминаса (1996)
- литературная премия имени А. Вайчюлайтиса (1997)
- премия Правительства Литовской Республики в области искусства (1998)
- премия «Имбирных вечеров» им. Ю. Кунчинаса (2004)
- Национальная премия Литвы по культуре и искусству (2005)
- литературная премия имени Пятраса Цвирки за книгу новелл «Джипы на большаке» („Vieškelyje džipai“) (2005)

## Издания
- Žydi bičių duona: apsakymai. Vilnius: Valstybinė grožinės literatūros leidykla, 1963.
- Rugsėjo paukščiai: novelės. Vilnius: Vaga, 1967.
- Sugrįžimas vakarėjančiais laukais: novelės. Vilnius: Vaga, 1977.
- Tiltas per Žalpę: apysakos. Vilnius: Vaga, 1980.
- Keleivio novelės: novelės. Vilnius: Vaga, 1985.
- Gegužė ant nulūžusio beržo: novelių rinkinys. Vilnius: Vaga, 1986.
- Skruzdėlynas Prūsijoje: apysaka. Vilnius: Vaga, 1989. 230 p.
- Dvi apysakos: apysakos. Vilnius: Baltos lankos, 1996.
- Smėlynuose negalima sustoti: romanas. Vilnius: Lietuvos rašytojų sąjungos leidykla, 1996.
- Novelės: apsakymai. Vilnius: Žaltvykslė, 2004.
- Maži atsakymai į didelius klausimus: pokalbiai, esė. Vilnius: Alma littera, 2006.
- Vieškelyje džipai: apysakos. Vilnius: Lietuvos rašytojų sąjungos leidykla, 2005. 512 p.
- Цветет пчелиный хлеб: Рассказы. Пер. с литов. В. Чепайтиса. Москва: Советский писатель, 1980. 271 с.
- Мост через Жальпе: Новеллы и повести. Пер. с литов. В. Чепайтиса. Москва: Советский писатель, 1989. 437 с.

### Переводы с русского языка
- V. Totovencas. Prie senojo Romos vieškelio; Ovnatanas; Jeremijos sūnūs: apysaka. Vilnius: Vaga, 1972.
- J. Korinecas. Labų dienų nuo Vernerio: romanas. Vilnius: Vaga, 1975.
- D. Grigorovičius. Kaimas: apysakų rinkinys. Vilnius: Vaga, 1977.
- C. Kosmačas. Pavasario diena; Baladė apie trimitą ir debesį: romanai. Vilnius: Vaga, 1980.
- J. Trifonovas. Senis: romanas. Vilnius: Vaga, 1984.
- V. Šukšinas. Atėjau jums duoti laisvę: istorinis romanas. Vilnius: Mintis, 1985.